# Chợ Vàm
Chợ Vàm là một xã thuộc tỉnh An Giang, Việt Nam.

## Lịch sử
Thị trấn Chợ Vàm được thành lập vào ngày 25 tháng 4 năm 1979 trên cơ sở tách ấp Phú Hữu của xã Phú Lâm và ấp Phú Xương của xã Phú An. 
Ngày 23 tháng 8 năm 1980, thị trấn Mỹ Lương chuyển thành xã Phú Mỹ, thị trấn Chợ Vàm được đóng vai trò là huyện lỵ của huyện Phú Tân.
Ngày 16 tháng 6 năm 1997, sau khi thị trấn Phú Mỹ được thành lập, huyện lỵ được dời từ thị trấn Chợ Vàm sang thị trấn Phú Mỹ.
Ngày 1 tháng 7 năm 2025, thị trấn Chợ Vàm chính thức giải thể để thành lập xã Chợ Vàm trên cơ sở của thị trấn Chợ Vàm, xã Phú Thành và xã Phú Thạnh.

### Sách
- Nguyễn Đình Tư (2008). Từ điển địa danh hành chính Nam Bộ. Nhà xuất bản Chính trị Quốc gia.